# Maysville (Georgia)
Maysville is een plaats (town) in de Amerikaanse staat Georgia, en valt bestuurlijk gezien onder Banks County en Jackson County.

## Demografie
Bij de volkstelling in 2000 werd het aantal inwoners vastgesteld op 1247.
In 2006 is het aantal inwoners door het United States Census Bureau geschat op 1591, een stijging van 344 (27,6%).

## Geografie
Volgens het United States Census Bureau beslaat de plaats een oppervlakte van
9,3 km², geheel bestaande uit land. Maysville ligt op ongeveer 275 m boven zeeniveau.

## Plaatsen in de nabije omgeving
De onderstaande figuur toont nabijgelegen plaatsen in een straal van 16 km rond Maysville.